# 三角大吉猛水蚤
三角大吉猛水蚤（学名：Tachidius triangularis）为大吉猛水蚤科大吉猛水蚤属的动物，其种加词“triangularis ”意为“三角形的”。中国特有物种。分布于广东、海南、福建、天津等地，多见于沿海区淡水中。